# Grapefruitkernextrakt
Grapefruitkernextrakt ist ein natürliches Produkt, das aus den zermahlenen Kernen der Grapefruit mit Hilfe eines Extraktionsmittels gewonnen wird. Grapefruitkerne sind Abfallprodukte bei der Verarbeitung von Grapefruits. Häufig wird Glycerin zur Extraktion verwendet. Grapefruitkernextrakt wurden in der Vergangenheit verschiedene Wirksamkeiten bei einer Vielzahl von Krankheiten zugeschrieben. Insbesondere wurden antivirale, antibakterielle und fungizide Wirkungen beschrieben, z. B. bei Kandidose.
Eine Ende der 1990er Jahre im Rahmen einer Diplomarbeit durchgeführte In-vitro-Studie zeigte, dass die antimikrobielle Wirkung von Grapefruitkernextraktpräparaten auf die enthaltenen oder zugesetzten Konservierungsstoffe Benzethoniumchlorid und Triclosan zurückzuführen war. Beide Konservierungsstoffe sind in Deutschland als Lebensmittelzusatzstoffe nicht und in Kosmetika nur sehr eingeschränkt zugelassen. Konservierungsstofffreie Präparate zeigten hingegen nicht die zugeschriebene Wirksamkeit. Im Gegenvergleich zeigten die Proben mit den reinen Konservierungsstoffen ohne Grapefruitkernextrakt die gleiche Wirksamkeit wie die kommerziellen Proben von Grapefruitkernextrakt, die Konservierungsmittel enthielten. Es blieb ungeklärt, wie die genannten Konservierungsstoffe in die Extrakte gelangten. Das ehemalige Bundesinstitut für gesundheitlichen Verbraucherschutz und Veterinärmedizin (BgVV) riet 1998 zur Vorsicht bei Produkten mit Grapefruitkernextrakten, da der verbotene Zusatz von Benzethoniumchlorid zu Gesundheitsgefährdungen führen könne.
Heute sind auf dem Markt viele Grapefruitkernextrakt-Produkte erhältlich ohne die oben erwähnten Zusatzstoffe. Die mit diesen Produkten allenfalls mögliche gesundheitsfördernde Wirkung liegt dem Gehalt an Vitamin C sowie der sekundären Pflanzeninhaltsstoffe, den Flavonoiden zugrunde.